# Hôtel Torrentius
L'hôtel Torrentius est un hôtel particulier du XVIe siècle situé à Liège en Belgique.

## Localisation
L'hôtel est situé au no 15 bis de la rue Saint-Pierre à quelques mètres de la collégiale Sainte-Croix et à côté de l'hôtel de Grady.

## Toponymie
La demeure doit son nom à son commanditaire Liévin van der Beken, dit Laevinus Torrentius, représentant d'une vieille famille gantoise. Liévin fut membre du Conseil privé du prince-évêque.

## Historique
La conception de la demeure en 1565 est attribuée à Lambert Lombard, l'artiste attitré du prince-évêque Érard de La Marck.
Charles Vandenhove, architecte liégeois, restaure l'hôtel de 1978 à 1981. Lors de cette réhabilitation des œuvres des artistes  Daniel Buren, Olivier Debré et Léon Wuidar y sont intégrées.

## Conception
Témoins liégeois d’architecture civile du XVIe siècle, l'édifice est bâti en brique, calcaire et tuffeau de Maastricht. L'hôtel est formé de deux corps de bâtiment perpendiculaires rassemblés par une tourelle.

## Classement
L'hôtel Torrentius est classé au patrimoine immobilier de la Région wallonne depuis 1969 et est également classé Patrimoine immobilier exceptionnel de la Région wallonne depuis 2013 pour les parties Renaissance.